# Дмитрук Ярослав Васильович
Ярослав Васильович Дмитрук (нар. 6 вересня 1964) — радянський футболіст, півзахисник. По завершенні футбольної кар'єри — арбітр.

## Кар'єра гравця
Вихованець рівненської ДЮСШ. Футбольну кар'єру розпочав у 1982 році в складі місцевого «Авангарду». В команді провів 3 сезони, за цей час у Другій лізі зіграв 22 матчі та відзначився 3-а голами. У 1983 році Ярослав захищав кольори збірної УРСР на Літній спартакіаді народів СРСР. Про подальшу кар'єру Дмитрука відомостей небагато. У 1992 році він виступав у «Хутровику» (Тисмениця) в чемпіонаті Івано-Франківської області. У сезоні 1992/93 років виступав в аматорському чемпіонаті України за рівненський «Локомотив». Разом з рівнянами виступав у кубку України (4 матчі, 1 гол).

## Кар'єра арбітра
По завершенні кар'єри гравця розпочав суддівську діяльність (з 1995 року). До кінця листопада 1996 року працював переважно лайнсменом, після цього — головним арбітром. Обслуговував поєдинки аматорського чемпіонату України, Другої та Першої ліг чемпіонату України. Загалом відпрацював на 123 поєдинках (107 — головний арбітр, 16 — лайнсмен).